# Myhrbodarna
Myhrbodarna este o arie protejată (arie specială de conservare — SAC, sit de importanță comunitară — SCI) din Suedia întinsă pe o suprafață de 4,1 ha, integral pe uscat.

## Localizare
Centrul sitului Myhrbodarna este situat la coordonatele 64°05′20″N 14°14′05″E / 64.0888°N 14.2347°E.

## Înființare
Situl Myhrbodarna a fost declarat sit de importanță comunitară în mai 2006 pentru a proteja un număr necunoscut de specii din flora spontană și fauna sălbatică aflate în arealul zonei. Situl a fost protejat și ca arie specială de conservare în decembrie 2017.

## Biodiversitate
Situată în ecoregiunea alpină, aria protejată conține 3 habitate naturale: Pășuni din zone de pădure fino-scandinave, Mlaștini turboase de tranziție și turbării mișcătoare, Fânețe montane.
La baza desemnării sitului se află un număr nedeclarat de specii protejate.